# I Owe You Nothing
"I Owe You Nothing" es una canción de la boy band británica Bros. Escrita por Nicky Graham y Tom Watkins y producida por Graham, la canción se lanzó originalmente como su sencillo debut en 1987, pero no llegó a las listas. En 1988, fue remezclado y relanzado tras el éxito de su sencillo "When Will I Be Famous?". La versión original de la canción se puede encontrar en el álbum debut de la banda de 1988, Push.
"I Owe You Nothing" fue el único sencillo número uno de Bros en el Reino Unido, y pasó dos semanas en la cima en junio de 1988. La canción también alcanzó su punto máximo dentro del top 10 en Australia, Bélgica, Dinamarca, Francia, Islandia, Irlanda, Países Bajos, Sur África y Suiza. En los Estados Unidos, la canción alcanzó el número 10 en la lista Billboard Dance Club Songs. El sencillo ha vendido casi 300.000 copias en el Reino Unido hasta junio de 2013.